# إليزابيث إدغار
إليزابيث إدغار (بالإنجليزية: Elizabeth Edgar)‏ هي عالمة نبات نيوزيلندية، ولدت في 27 ديسمبر 1929 في كرايستشرش في نيوزيلندا، وتوفيت في 2019.